# Citadelle de Saïgon
La citadelle de Saïgon (vietnamien : Thành Sài Gòn) également connue comme citadelle de Gia Dinh (vietnamien : Định de Thành) est une forteresse construite par Olivier de Puymanel en 1790 située à Saïgon(aujourd'hui Hô Chi Minh-Ville), en Cochinchine, qui fut détruite en février 1859 par la marine française.

## Historique

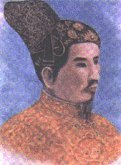
Nguyen Anh, le futur empereur Gia Long.

Vers la fin du XVIIIe siècle, la ville de Saïgon devient l'objet d'une guerre entre la Dynastie Tây Sơn, qui renverse la dynastie Nguyễn régnant en Cochinchine, et le neveu du dernier Nguyen, Nguyen Anh, seul rescapé du massacre. La ville change souvent de mains avant que Nguyen Anh ne s'en empare en 1789. Sous la direction d'ingénieurs français qu'il recrute sur le conseil de Pigneau de Behaine, il fait construire cette citadelle en 1790.
La dynastie Tay Son n'a plus jamais attaqué le Vietnam du sud, et la protection militaire a permis à Nguyen Anh d'obtenir un équilibre dans la région. Il met sur pied une administration efficace et fait construire d'autres citadelles, réunit ses forces et ainsi règne sur tout l'empire d'Annam, prenant le nom de règne de Gia Long en 1802. Il s'installe à la Cité interdite de Hué.
En 1833, son fils Minh Mang doit faire face à une rébellion menée par Lê Văn Khôi, qui commence après que la tombe de son père, Lê Văn Duyệt, eut été profanée par les fonctionnaires impériaux. Les rebelles s'emparent de la citadelle et la révolte dure jusqu'à ce que les forces impériales la reprennent en 1835. Ils y trouvent le fils et héritier de Lê Văn Khôi (mort en décembre 1834), âgé de huit ans - Lê Văn Cù - qui est écartelé et emmènent le missionnaire Joseph Marchand, qui avait été fait prisonnier par Lê Văn Khôi. Il est supplicié et meurt deux mois plus tard.
Après la prise de la citadelle, Minh Mang ordonne qu'elle soit rasée et remplacée par une plus petite structure carrée en pierre, plus vulnérable aux attaques.
Une expédition de la marine française (avec un contingent de Philippins commandés par des officiers espagnols), sous les ordres de Rigault de Genouilly avec son aide de camp Henri Rieunier futur amiral et ministre de la marine, s'empare de la citadelle pendant la campagne de Cochinchine, après moins d'un jour de bataille le 17 février 1859. Des quantités importantes d'approvisionnements militaires y sont saisies. Afin d'éliminer tout danger de reprise, la citadelle est rasée à l'explosif quelques jours plus tard en mars. Plus tard, on y installe le cimetière français de Saïgon.

## Construction

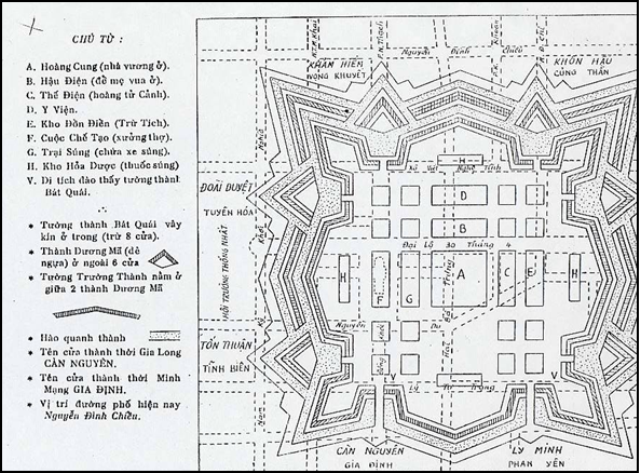
Plan de la citadelle originelle. Avant 1835, la citadelle de Saïgon était appelée Thành Bát Quái (citadelle des huit trigrammes), ou Thành Quy (citadelle de la tortue) à cause de son plan.

Ce sont des officiers français qui sont recrutés par Pigneau de Behaine pour former les forces armées de Nguyen Anh et consacrer leur expertise technologique à l'effort de guerre. Olivier de Puymanel est responsable de la construction des fortifications. Les officiers français conçoivent et surveillent la construction de cette citadelle qui ressemble en partie à la place forte de Brouage en France, selon les plans de Théodore Lebrun et d'Olivier de Puymanel. Trente mille personnes  travaillent à sa construction en 1790. D'autres citadelles sont construites ailleurs par la suite.
Les habitants et leurs mandarins furent lourdement taxés pour cette construction, et le travail imposé aux ouvriers fut si important qu'il provoqua une révolte.

## Source

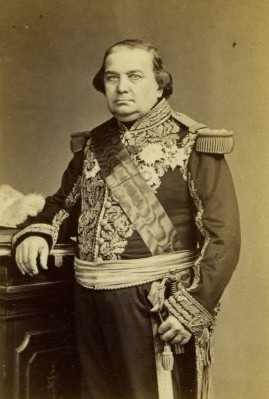
Rigault de Genouilly s'empare de la citadelle en 1859.